# Медфорд (Массачусетс)
Медфорд (англ. Medford) — город в округе Мидлсекс, штат Массачусетс, США. Город стоит на реке Мистик, в пяти милях к северо-западу от Бостона. По данным Бюро переписи населения США за 2010 год население Медфорда составило 56 173 человека.

## История

### Ранняя история
Медфорд был основан в 1630 году в составе города Чарльзтауна. Первое своё название «Мистик» город получил от Томаса Дадли, но позже был переименован в «Мидфорд». В 1634 году земли к северу от реки Мистик стали частной территорией бывшего губернатора штата Мэтью Крадока, а земли на другом берегу стали принадлежать Джону Уинтропу, губернатору колонии залива Массачусетс. Есть несколько вариантов название города: оно может состоять из слов «луг» и «брод» (англ. meadow и ford) или исходит от названия двух деревушек Майфорд или Метфорд в Стаффордшире.
В 1637 году был построен первый мост через реку Мистик, на месте которого сейчас стоит мост Крадок. Это был единственный мост через реку Мистик до 1787 года и являлся одним из основных маршрутов до Бостона (хотя также использовались паромы и переправы). Мост был перестроен в 1880 и 1909 годах.
До 1656 года все северные земли Медфорда принадлежала Крадоку, его наследникам или Эдварду Коллинзу. Когда земля была поделена между людьми из разных семей, новые владельцы начали встречаться и принимать решения на местном уровне, более независимо от Чарльзтауна. В 1674 году был избран Городской Совет, а в 1689 году были выбраны представители в законодательный орган. Город получил свой собственный религиозный зал заседаний в 1690 году и дома светских встреч в 1696 году.

### Новое время
Земли к югу от реки Мистик были известны как «Мистические поля». Они были переданы Чарльзтауном Медфорду в 1754 году. Также были переданы «лесные участки Чарльзтауна» и часть города Вобурн (ныне Винчестер).
Население Медфорда увеличилась с 230 человек в 1700 до 1 114 в 1800 году. После 1880 года население стремительно увеличилось, достигнув 18 244 человек в 1900 году. Начиная с 1840-х и 1850-х годов сельхозугодья были разделены на участки и проданы под строительства жилых и коммерческих зданий. В связи с увеличением населения в городе появились школы, полиция, почта, газовое освещение, электричество, телефон, железные дороги. В 1852 году был основан Университет Тафтса, а в 1869 году была открыта Духовная школа Крейн.
Медфорд получил звание города в 1892 году и стал центром промышленности, производя кирпич, черепицу, ром, крекеры и клиперы, такие как Белая Ласточка и Кингфишер.

### Транспорт

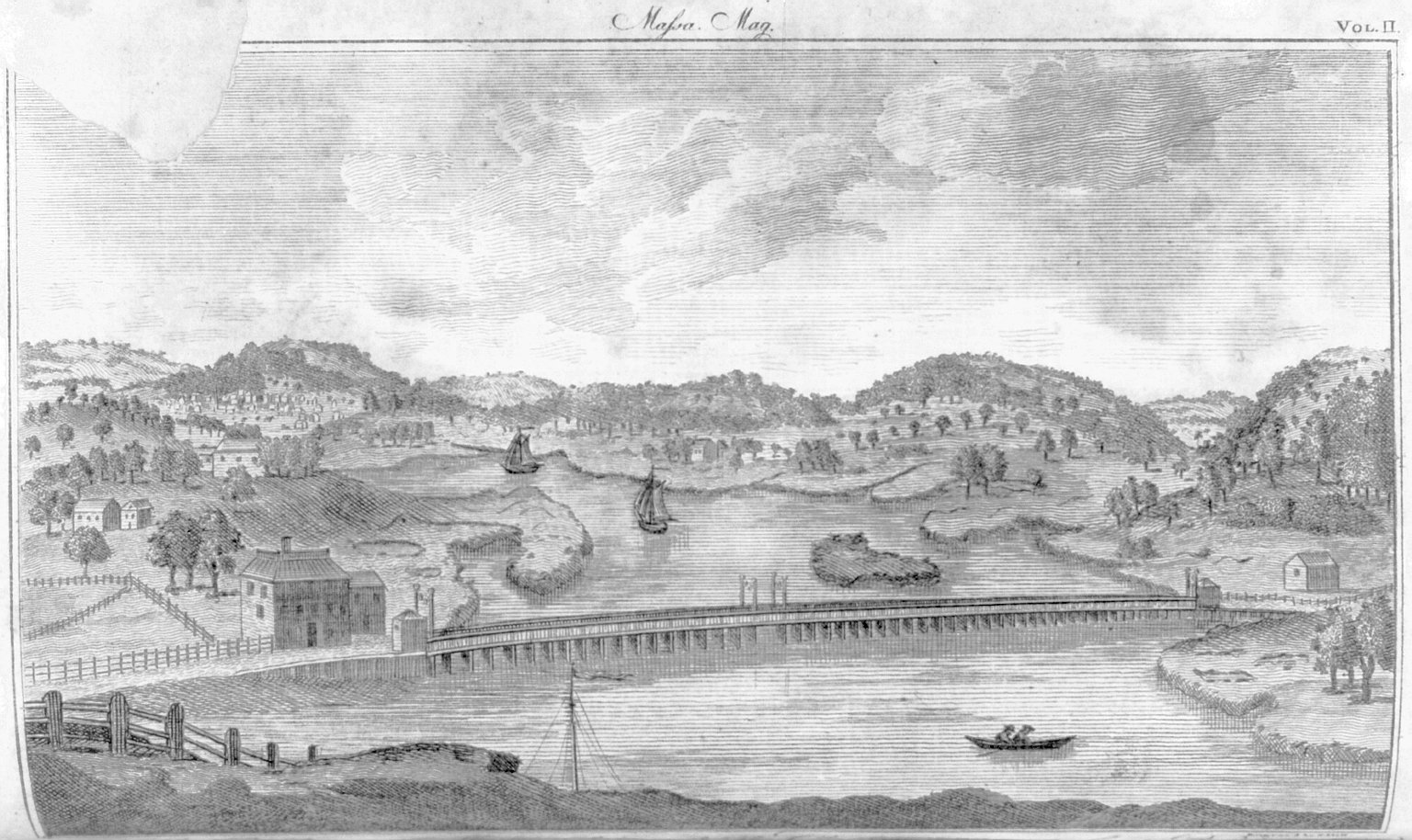
Мост Молден через реку Мистик на фоне Медфорда.

В 17 веке основными дорогами города были Хай-стрит, Майн-стрит, Салем-стрит, «дорога к Стоунхэму» и Саус-стрит. Но дорожная система начала масштабное расширение лишь в 18 веке. В 1860 году от Медфорда к Сомервиллю и Чарльзтауну была проведена конка. Трамваи были заменены на автобусы в 20-м веке. Между 1956 и 1963 годами была построена трасса 93.

### Непарный шелкопряд
В 1868 году французский астроном и естествоиспытатель, Леопольд Треоволт, пытался разводить шелкопряда, используя непарника. Вскоре некоторые из бабочек смогли выбраться на улицу и быстро распространились по всей Северной Америке.

### Праздник песни
В конце 19 века в таверне и пансионате на Хай-стрит (Таверна Симпсона) местный житель Джеймс Пирпонт написал знаменитую «Jingle Bells» после просмотра гонок на санях. Другой местный житель, Лидия Мария Чайлд (1802—1880), написала поэму «За рекой и лесом».

### Медфорд и закон
В Медфорде произошли некоторые знаменитые преступления:
- В 1980 году несколько офицеров полиции Медфорда осуществили одно из крупнейших ограблений банков и ювелирных краж в мировой истории, ограбив Траст Банк в День памяти. Книга «Полицейские Разбойники: Осужденные полицейские в правдивой истории о коррупции в полиции»(англ. "The Cops Are Robbers: A Convicted Cop's True Story of Police Corruption") основывается на этом событии. Сегодня на месте банка, в котором произошло ограбление, расположен ресторан Сальватора. Отверстие в углу под потолком, служит воспоминанием о том, как грабители проползли через него и остались нетронутыми, а сохранившаяся дверь хранилища банка служит воспоминанием о том событии.
- Преступные действия ирландской организации Уинтер Хилл Ганг происходили на территории Медфорда, в частности в кафе «Оловянный горшочек» (ныне «Кафе Лайтхаус»)[16].

## География

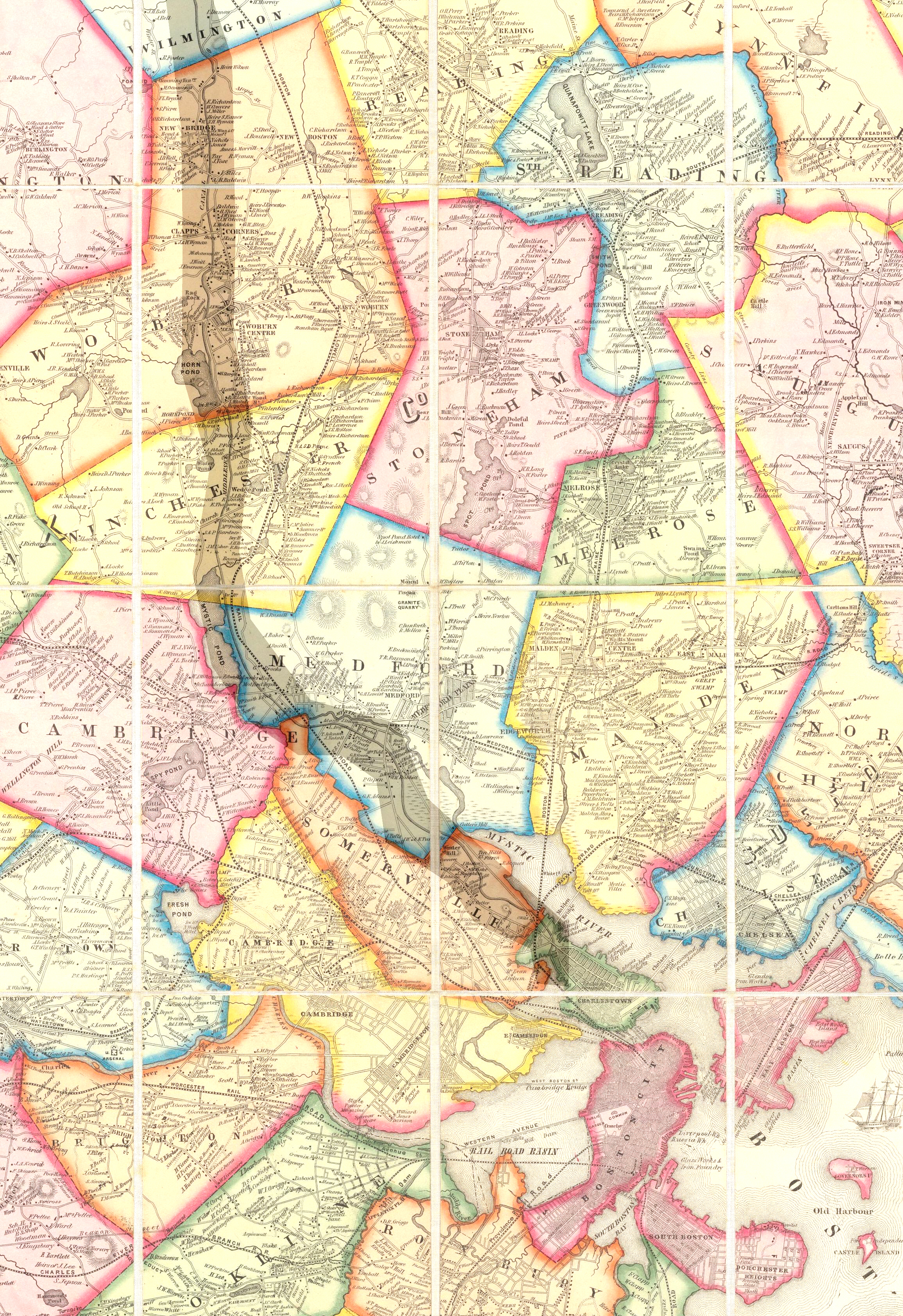
Карта Бостона 1892 года с обозначением Медфорда и железнодорожных путей.

По данным Бюро переписи населения США город имеет общую площадь в 22 км², из которых 21 км² это земля и 1,3 км² это вода.

### Районы
Местные жители выделяют несколько районов города:
- Западный Медфорд
- Северный Медфорд
- Веллингтон
- Гленвуд
- Южный Медфорд
- Хиллсайд
  - Университет Тафтса
- Усадьба Лоуренс

## Образование
В Медфорде располагаются многие школы, как государственные, так и частные.

#### Начальные
Государственные
- начальная школа Христофор Колумб
- начальная школа Брукса
- начальная школа Джона Мак-Глинна
- начальная школа Фуллера Робертса Милтона

Частные (нерелигиозные)
- Детская школа Элиота-Пирсона[17]
- Детский сад Гентл-Драгон[18]
- Детский сад Мерри-Гоу-Роунд
- Учебный центр[19]
- Детский центр Окленд-Парк
- Детский сад Шесть акров[20]

Частные (религиозные)
- Школа Св. Иосифа[21]
- Школа Св. Климента[22]
- Школа Св. Рафаэль[23]

#### Средняя школа
- Средняя школа Джона Мак-Глинна
- Средняя школа Мадлена Даггер-Эндрюса

#### Старшая школа
Государственные
- Высшая школа Медфорда
- Профессиональная техническая школа Медфорда (Талисман — мустанг)

Частные
- Высшая школа Св. Клемента

#### Высшее образование
- Университет Тафтса

## Правительство
- Судья: Майкл А. Салливан
- Окружной прокурор: Жерар Т. Леоне
- Нотариальное Бюро: Ричард П. Хоу, Евгений С. Брюн
- Регистр завещаний: Тара Е. ДеКристафаро
- Шериф графства: Питер Коутоуджан

Регистрация избирателей и партийных зачислений на 15 октября 2008:
- Демократы — 16 ,58 человек (46.80 %)
- Республиканцы — 2 610 человек (7.36 %)
- Беспартийные — 16 054 человек (45.29 %)

## Местные СМИ и новости

### Печать
- Medford Transcript[25]
- Medford Daily Mercury[26]

### Телевидение и другое
- Medford Community Cablevision, Inc.[27]
- Medford Cable News[28]
- Medford Patch[29]
- Made In Medford[30]

## Известные жители
- Шон Бэйтс — профессиональный хоккеист.
- Джессика Бил — американская актриса.
- Бишоп, Гебер — американский бизнесмен, коллекционер и филантроп.
- Майкл Рубенс Блумберг — нынешний мэр Нью-Йорка и один из богатейших людей мира[31].
- Лидия Мария Чайлд — активиста движения за защиту прав женщин, борец за права индейцев, писатель и журналист.
- Амелия Эрхарт — одна из первых женщин-пилотов.
- Джон Форбс Нэш — известный математик.
- Джулианна Николсон — американская актриса.
- Джеймс Пирпонт — автор знаменитой «Jingle Bells».
- Джеймс Плимптон — изобретатель роликовых коньков.
- Рут Пирс Посселт — американская скрипачка.